# NGC 12
NGC 12 je spirální galaxie vzdálená od nás zhruba 181 milionů světelných let v souhvězdí Ryb. NGC 12 objevil v roce 1790 William Herschel reflektorem o průměru 18,7 palců (47,5 cm).